# オープン・シーズン4 おおかみ男とひみつの森
『オープン・シーズン4 おおかみ男とひみつの森』（原題: Open Season: Scared Silly）は、ソニー・ピクチャーズ・イメージワークスによる長編アニメーション映画作品。2010年の映画『オープン・シーズン3 森の仲間とゆかいなサーカス』の続編である。

## キャスト
- エリオット: ウィンナーウィル・タウンゼンド (大西健晴)
- ブーグ: ドニー・ジェームズ・ルーカス (楠見尚己)
- ジゼル: メリッサ・スターム (園崎未恵)
- ショー: トレバー・デヴァル (内田直哉)
- エドナ/ボビー: キャサリン・バー (エドナ: 林りんこ、ボビー: 安達忍)
- エド: ゲイリー・チョーク (岡林史泰)
- マルシア: 上坂すみれ